# Umowa społeczna Debiana
Umowa społeczna Debiana (ang. Debian Social Contract) to dokument wydany przez producenta systemu Debian GNU/Linux określający główne zasady projektu dotyczące jego filozofii, tj. wolności i otwartości. Skrócona treść Umowy społecznej Debiana:
- Debian pozostanie w 100% wolny
- Spłacimy dług społeczności wolnego oprogramowania
- Nie będziemy ukrywać problemów
- Nasze priorytety to użytkownicy oraz wolne oprogramowanie
- Akceptujemy programy, które nie są zgodne z naszymi standardami wolnego oprogramowania